# Martí de Laon
Martí de Laon († 690) fou un comte franc que apareix lluitant al costat de Pipí d'Heristal contra Ebroí.
Fou considerat un possible fill de Ansegisel i santa Begga, però aquesta teoria està avui agirebé descartada.